# Бессонов Георгій Євдокимович
Георгій Євдокимович Бессонов (18 серпня 1915, Верхньовілюйськ — 4 жовтня 2005, Тойбохой) — вчитель Тойбохойської середньої школи Сунтарського улусу. Герой Соціалістичної Праці.

## Біографія
Народився 18 серпня 1915 року в селі Верхньовілюйськ, нині Верхньовілюйського улусу Республіки Саха (Якутія). Росіянин.
Закінчив Ельгяйську школу. У 1932 році закінчив Вілюйське педагогічне училище імені М.Г. Чернишевського. У вересні 1932 року призначений старшим піонервожатим у Шеїнську школу Сунтарського району (нині — улусу).
У 1935 році переведений вчителем біології в школу села Тойбохой того ж району. У цій школі Георгій Євдокимович Бессонов пропрацював 70 років. В 1935 році створив у Тойбохойській школі перший у Якутії куточок живої природи, а в 1936 році — перший у республіці шкільний краєзнавчий музей.
На базі навчально-дослідної ділянки Бессоновим у 1947 році вперше в Якутії закладено початок декоративному садівництву. У 1957 році заснував перший у республіці ботанічний сад, у якому зібрано величезний вихідний матеріал для селекції сільськогосподарських культур. Площа саду становить 25 га.
З 2002 Г.Є. Бессонов працював старшим науковим співробітником Тойбохойського історико-краєзнавчого музейного комплексу.
Жив і працював у селі Тойбохой у Сунтарському улусі Республіки Саха (Якутія). Помер 4 жовтня 2005 року.

## Пам'ять
- З грудня 2005 року Тойбохойський історико-краєзнавчий комплекс носить ім'я Г.Є. Бессонова.
- Його ім'я присвоєно ювелірному алмазу, здобутому в 2005 році.
- З 2006 року в Якутії заснована щорічна Державна премія Республіки Саха (Якутія) імені Г.Є. Бессонова вчителям біології, екології, педагогам додаткової освіти за досягнення в галузі краєзнавства, юннатського руху, музейної справи та виховання екологічної культури.

## Нагороди та звання
- Указом Президії Верховної Ради СРСР від 1 липня 1968 року за великі заслуги у справі навчання і комуністичного виховання учнів Бессонову Георгію Євдокимовичу присвоєно звання Героя Соціалістичної Праці з врученням ордена Леніна і Золотої медалі «Серп і Молот».
- Нагороджений двома орденами Леніна, орденом Трудового Червоного Прапора, медалями.
- Чотири рази був учасником ВДНГ, має Велику золоту і срібну медалі учасників виставки.
- Нагороджений медаллю К. Д. Ушинського за заслуги в галузі педагогічних наук.
- Почесні знаки «Наставник молоді», «Відмінник освіти СРСР», «Відмінник соціалістичного змагання сільського господарства РРФСР».
- Заслужений вчитель школи РРФСР.
- Заслужений вчитель школи Якутської АРСР.
- Заслужений працівник народного господарства Якутської АРСР.
- Почесний громадянин Республіки Саха (Якутія) (2001)[1]
- Почесний громадянин Сунтарського улусу.
- У 2002 році сім'я Бессонових внесена до Книги пошани кращих сімей Республіки Саха (Якутія).